# Marco Manso
Marco Manso (Viçosa do Ceará, 9 oktober 1973) is een Braziliaans voormalig voetballer die speelde als middenvelder.

## Carrière
Manso startte zijn profcarrière in eigen land bij Ferroviário AC waar hij maar kort speelde en ging in 1992 al aan de slag bij AA Ponte Preta. Bij die club bleef hij twee seizoenen en stapte over naar topclub SE Palmeiras. In 1996 maakte hij de transfer naar de Maltese club Naxxar Lions FC waar hij drie jaar speelde. Van 1999 tot 2004 speelde hij voor MyPa-47, en van 2004 tot 2005 voor KuPS. Nadien ging hij weer aan de slag bij MyPa-47 waarmee hij 2005 afsloot als landskampioen. Hij speelde nog bij de club tot in 2008.
Na zijn spelerscarrière werd hij teammanager bij MyPa-47 tot in 2014. Van 2015 tot 2019 was hij sportief directeur bij STK Samorin.

## Erelijst
- MyPa-47
  - Landskampioen: 2005